# Eigirdžiai
Eigirdžiai är en ort i Litauen. Den ligger i den nordvästra delen av landet, 230 km nordväst om huvudstaden Vilnius. Eigirdžiai ligger 117 meter över havet och antalet invånare är 746.
Terrängen runt Eigirdžiai är mycket platt. Runt Eigirdžiai är det ganska glesbefolkat, med 42 invånare per kvadratkilometer. Närmaste större samhälle är Telšiai, 8,4 km sydväst om Eigirdžiai. I omgivningarna runt Eigirdžiai växer i huvudsak blandskog.